# پی‌سی ورلد
پی‌سی ورلد (به انگلیسی: PCWorld) یک مجله جهانی رایانه است که ماهانه توسط آی‌دی‌جی منتشر می‌شود. این مجله پیشنهادهای مختلفی را در موارد گوناگون در باره رایانه شخصی، اینترنت، و دیگر فناوری‌های شخصی ارائه می‌کند. در هر شماره، پی‌سی ورلد آزمایش‌های مختلفی را روی انواع سخت‌افزار و نرم‌افزار از شرکت‌های سازنده مختلف انجام می‌دهد که شامل دوربین‌های دیجیتال، تجهیزات صوتی و تلویزیون‌ها نیز می‌شود.
در ماه ژوئیهٔ ۲۰۱۳ میلادی پی‌سی‌ورلد پس از حدود ۳۰ سال سابقهٔ چاپ، اعلام کرد که دیگر مجلهٔ چاپ‌شدهٔ خود را منتشر نخواهد کرد و از این پس پی‌سی‌ورلد تنها به صورت دیجیتال به حیات خود ادامه خواهد داد.